# Festival de Cannes 1952
La cinquième édition du Festival de Cannes a lieu du 23 avril au 10 mai 1952 et se déroule au Palais des Festivals dit Palais Croisette, 50 du boulevard de la Croisette.

## Jury de la compétition
- Président du jury : Maurice Genevoix, écrivain

Membres du jury :
- Roger Chapelain-Midy, artiste
- Tony Aubin, compositeur
- Evrard de Rouvre, producteur
- André Lang, journaliste
- Charles Vildrac, écrivain
- Gabrielle Dorziat, comédienne
- Georges Raguis, représentant officiel du Syndicat
- Guy Desson, représentant officiel du Député
- Jacques-Pierre Frogerais, producteur
- Jean Dréville, réalisateur
- Jean Mineur, représentant officiel du CNC
- Louis Chauvet, journaliste
- Madame Georges Bidault[1]
- Pierre Billon, réalisateur
- Raymond Queneau, écrivain

## Sélection officielle

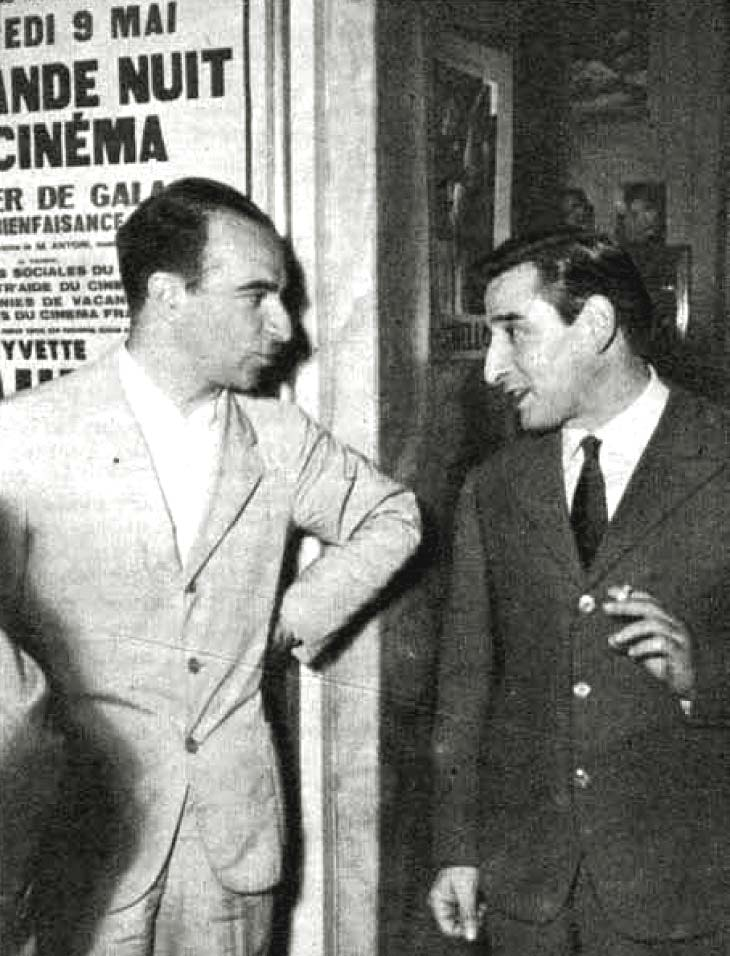
Alberto Lattuada et Renato Rascel, à Cannes (1952).

### Compétition
La sélection officielle en compétition se compose de 35 films :
- Le Chant immortel (Amar Bhoopali) de Shantaram Rajaram Vankudre
- Un Américain à Paris (An American in Paris) de Vincente Minnelli
- Dans la tempête (Arashi no naka no hara) de Kiyoshi Saeki[3]
- Pleure, ô pays bien-aimé (Cry, the Beloved Country) de Zoltan Korda
- La Dernière Ordonnance (Das letzte Rezept) de Rolf Hansen
- Possédée du diable (Der Weibsteufel) de Wolfgang Liebeneiner
- Histoire de détective (Detective Story) de William Wyler
- Deux Sous d'espoir (Due soldi di speranza) de Renato Castellani
- Encore de  Harold French, Pat Jackson et Anthony Pelissier
- Fanfan la Tulipe de Christian-Jaque
- Le Roman de Genji (Genji monogatari) de Kōzaburō Yoshimura
- Gendarmes et Voleurs (Guardie e ladri) de Mario Monicelli et Steno
- Le Cœur du monde (Herz der Welt) de Harald Braun
- Elle n'a dansé qu'un seul été (Hon dansade en somma) d'Arne Mattsson
- Le Fils du Nil (Ibn el Nil) de Youssef Chahine
- Le Manteau (Il cappotto) d'Alberto Lattuada
- L'Absente (La ausente) de Julio Bracho
- Une nuit d'amour (Lailat gharam) d'Ahmed Badrakhan
- Le Banquet des fraudeurs de Henri Storck
- María Morena de Pedro Lazaga et José María Forqué
- Vagues (Nami) de Noboru Nakamura
- Ville morte (Nekri politeia) de Frixos Heliades
- Nous sommes tous des assassins d'André Cayatte
- Atterrissage forcé (Nødlanding) d'Arne Skouen
- Parsifal de Daniel Mangrané et Carlos Serrano de Osma
- Ça s'est passé dans mon quartier (Pasó en mi barrio) de Mario Soffici
- La Montée au ciel (Subida al cielo) de Luis Buñuel
- Déracinés (Surcos) de José Antonio Nieves Conde
- Le Médium (The Medium) de Gian Carlo Menotti
- Othello (The Tragedy of Othello: The Moor of Venice) d'Orson Welles
- Tico-Tico no Fubá d'Adolfo Celi
- Trois Femmes d'André Michel
- Umberto D. de Vittorio De Sica
- Valse dans la nuit (Unter den tausend Laternen) d'Erich Engel
- Viva Zapata ! d'Elia Kazan

### Hors compétition
1 film est présenté hors compétition :
- Le Rideau cramoisi d'Alexandre Astruc

## Palmarès
- Grand Prix : Deux Sous d'espoir (Due soldi di speranza) de Renato Castellani et Othello de Orson Welles
- Prix spécial du Jury : Nous sommes tous des assassins de André Cayatte
- Prix du film lyrique : Le Médium (The Medium) de Gian Carlo Menotti
- Prix de la mise en scène : Christian-Jaque pour Fanfan la Tulipe
- Prix du scénario : Piero Tellini pour Gendarmes et Voleurs (Guardie e ladri)
- Prix d'interprétation féminine : Lee Grant pour Histoire de détective (Detective Story)
- Prix d'interprétation masculine : Marlon Brando pour Viva Zapata !
- Prix de la meilleure partition musicale : Sven Sköld pour Elle n'a dansé qu'un seul été (Hon dasade en sommar)
- Prix de la photographie et de la composition plastique : Kōhei Sugiyama pour Le Roman de Genji (Genji monogatari)
- Hommage : Le Rideau cramoisi de Alexandre Astruc

Courts métrages
- Grand Prix du Court métrage : Jetons les filets (Het schots is te boord) de Herman van der Horst
- Prix spécial du Jury - court métrage : Village hindou (Indisk By) d'Arne Sucksdorff
- Prix pour la couleur - court métrage : Animated Genesis de Peter Foldes
- Prix spécial du Jury - film scientifique ou pédagogique : Groenland : vingt mille lieues sur les glaces de Marcel Ichac